# Bani Thani
Bani Thani es una pintura india de la escuela Kishangarh. Se le ha denominado como la «Mona Lisa» india. El protagonista de la pintura, Bani Thani, era un poeta y cantante en Kishangarh, en los tiempos del rey Savant Singh (1748-1764).